# Hilvarenbeek
Hilvarenbeek (anhörenⓘ) ist eine Gemeinde in den Kempen in der niederländischen Provinz Noord-Brabant.

## Orte
In Klammern die ungefähre Einwohnerzahl (Stand 2024).
- Biest-Houtakker (1030)
- Diessen (3940)
- Esbeek (1300)
- Haghorst (915)
- Hilvarenbeek (8775), Sitz der Gemeindeverwaltung

## Lage und Wirtschaft
Hilvarenbeek liegt südsüdöstlich der Nachbarstadt Tilburg, der Abstand zwischen den beiden Ortskernen ist etwa 9 km. In Tilburg befindet sich auch der nächste Bahnhof und der nächste Autobahnanschluss (A58, Breda – Tilburg – ’s-Hertogenbosch, Ausfahrt Nr. 10). Diessen liegt unmittelbar östlich von Hilvarenbeek.
Die Haupterwerbsquellen der Gemeinde sind der Tourismus und die Landwirtschaft. Hilvarenbeek, wo viele Leute leben die ihre Arbeit in Tilburg haben, hat heutzutage eher den Charakter eines Vorortes von Tilburg als des ehemaligen Bauerndorfes.

## Geschichte
Im 12. Jahrhundert kam der Name Beek zum ersten Mal vor. Im 14. Jahrhundert wurde der Name des heiligen Hildevardi hinzugefügt. Im 15. Jahrhundert wuchs das Dorf, da es an einer wichtigen Handelsroute lag. Doch durch den Achtzigjährigen Krieg bedingt wurde das Dorf bis ins 20. Jahrhundert hinein hauptsächlich zu einem Bauerndorf.
Am 1. Januar 1997 wurde die Gemeinde Diessen in die Gemeinde Hilvarenbeek eingemeindet. Damit wurde die verwalterische Einheit dieser beiden Orte nach 350 Jahren wiederhergestellt. Diessens Christen waren etwa von 1648 bis 1800 gezwungen gewesen, in die Reformierte Kirche statt in die Römisch-Katholische zu gehen: die Dorfkirche war nur den Protestanten zugänglich.
Hilvarenbeek war die erste Gemeinde in den Niederlanden, in der der Eichen-Prozessionsspinner gefunden wurde.
In den Wäldern südlich von Hilvarenbeek wurden 1964 die Hilvaria-Studios gebaut. Zunächst dienten sie für Filmaufnahmen, auch für Werbespots und kurze Fernsehfilme. Zwischen 1974 und 1981 waren die Gebäude in Gebrauch als Aufnahmestudios für Popmusik. Die Ausstattung war damals so modern (die Eindhovener Philips-Werke, die auch Schallplatten herstellten, waren ja nicht weit entfernt!), dass nicht nur niederländische Spitzenartisten wie Golden Earring und Herman Brood dort mehrere Titel aufnahmen, sondern auch ausländische wie Black Sabbath, Cat Stevens und Genesis. Die beiden Genesis-Alben Wind & Wuthering (1976) und And Then There Were Three (1978) wurden in den Hilvarenbeeker Relight Studios aufgenommenen. Der Komplex beherbergt heute ein Konferenzzentrum.

## Sehenswürdigkeiten
- Zwischen Tilburg und Hilvarenbeek befindet sich der auch außerhalb der Niederlande bekannte Safaripark Beekse Bergen. Dort gibt es auch einen Ferienpark mit einem Schwimmbad, Ferienhäuschen und anderes. Der Safaripark nimmt am Zuchtprogramm für die Erhaltung des Sibirischen Tigers teil.
- Der Ortskern von Hilvarenbeek um den Dorfplatz Vrijthof ist recht sehenswert. Dort steht unter anderem die um 1300 erbaute Sankt-Petrikirche. In dieser Kirche befinden sich ein Predigtstuhl aus dem Jahre 1628, eine Orgel, die im Sommer oft zu Orgelkonzerten benutzt wird, und weiteres Mobiliar im Barockstil. Der Turm dieser Kirche, der von dem Jahr 1450 datiert, hat ein Glockenspiel und kann im Sommer ab und zu bestiegen werden.
- In Hilvarenbeek gibt es einige kleine, beschränkt geöffnete Museen, die einen Einblick ins Dorfleben vergangener Jahrhunderte geben: eine kleine Bierbrauerei, eine Landarztpraxis und eine kleine Limonade- und Likörfabrik.
- Die Südwesthälfte der Gemeinde, von Tilburg bis zur belgischen Grenze, besteht größtenteils aus Wäldern, wo vom örtlichen VVV (Verkehrsverein) markierte Wanderungen möglich sind.
- Die bekannte Abtei von Postel, gerade über die belgische Grenze, ist ein beliebtes Ziel solcher Wanderungen und Radtouren.
- Jeden Sonntag ist das Gebäude der Hilvaria-Studios dem Publikum zugänglich. Es werden Gemälde und andere Werke örtlicher Künstler gezeigt, und man kann dort zum Beispiel Kaffee trinken.
- Wie überall in dieser Gegend, ist der Karneval das größte Ereignis des Jahres.
- Auch Diessen hat eine mittelalterliche Kirche, die dem heiligen Willibrordus geweiht ist.
- Einmal im Jahr findet im Sommer das Hardstyle und Hardcore Outdoorfestival „Decibel“ statt.

## Bilder

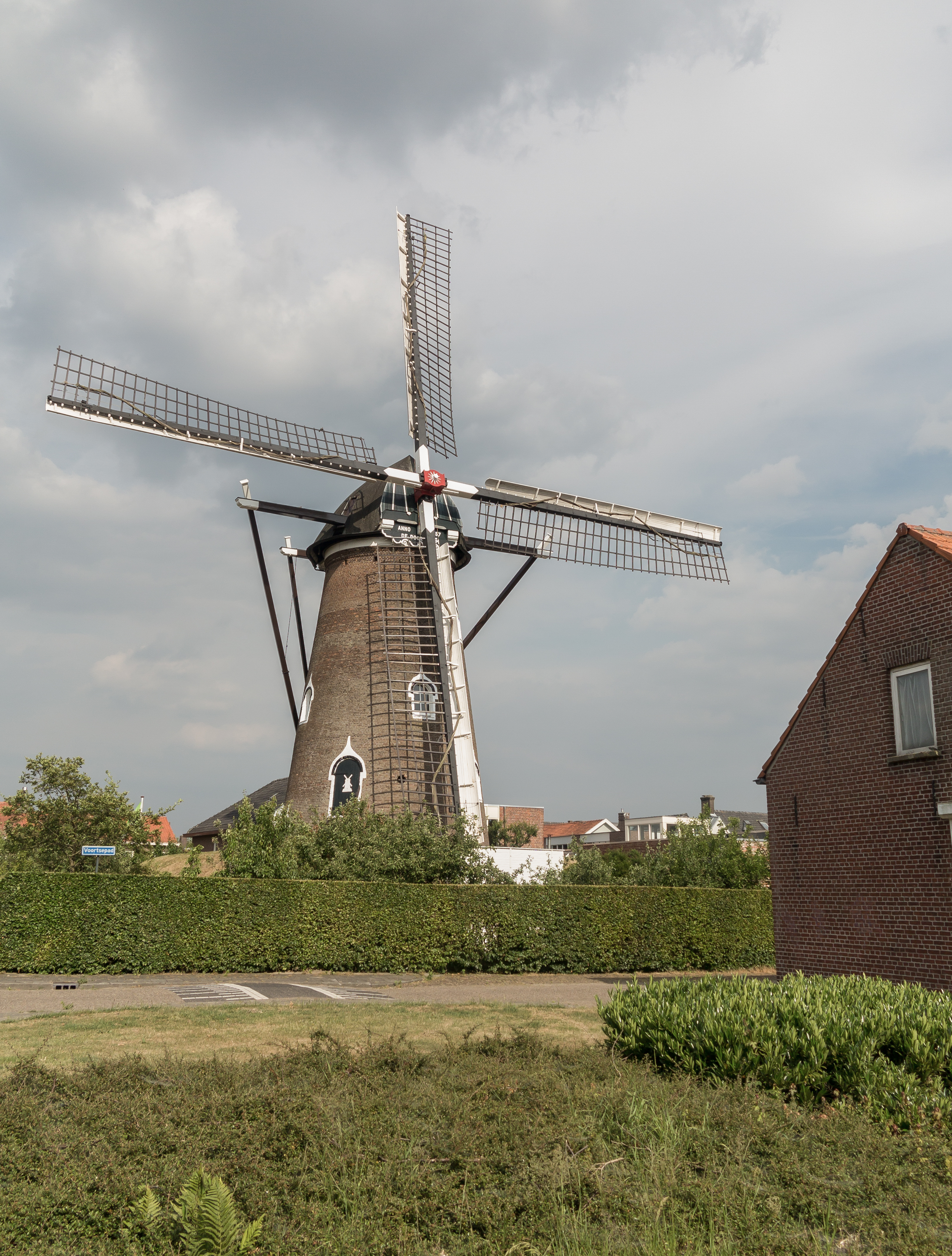
Hilvarenbeek, Mühle: windmolen de Doornboom
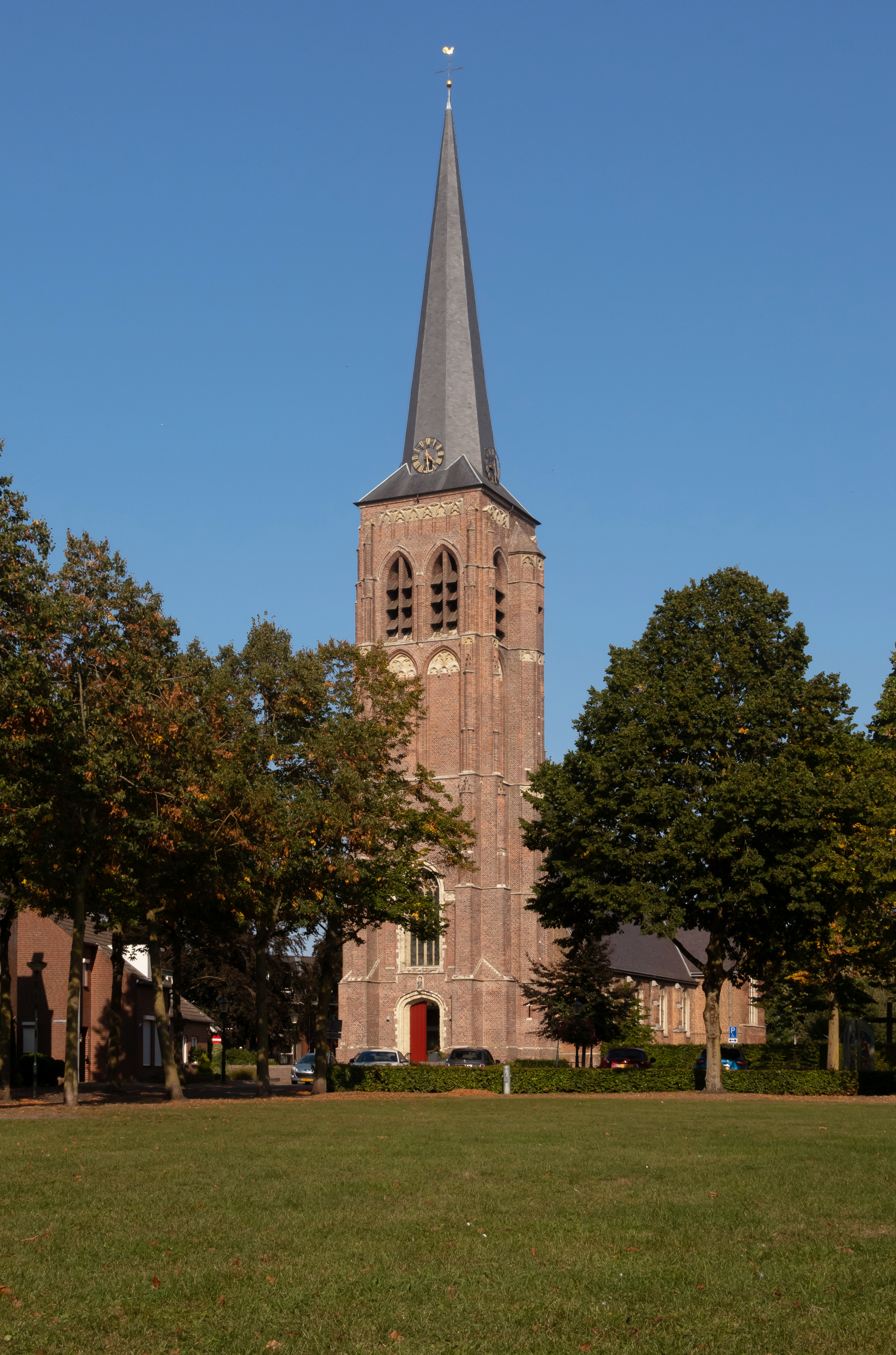
Diessen, Kirche: de Sint Willibrorduskerk
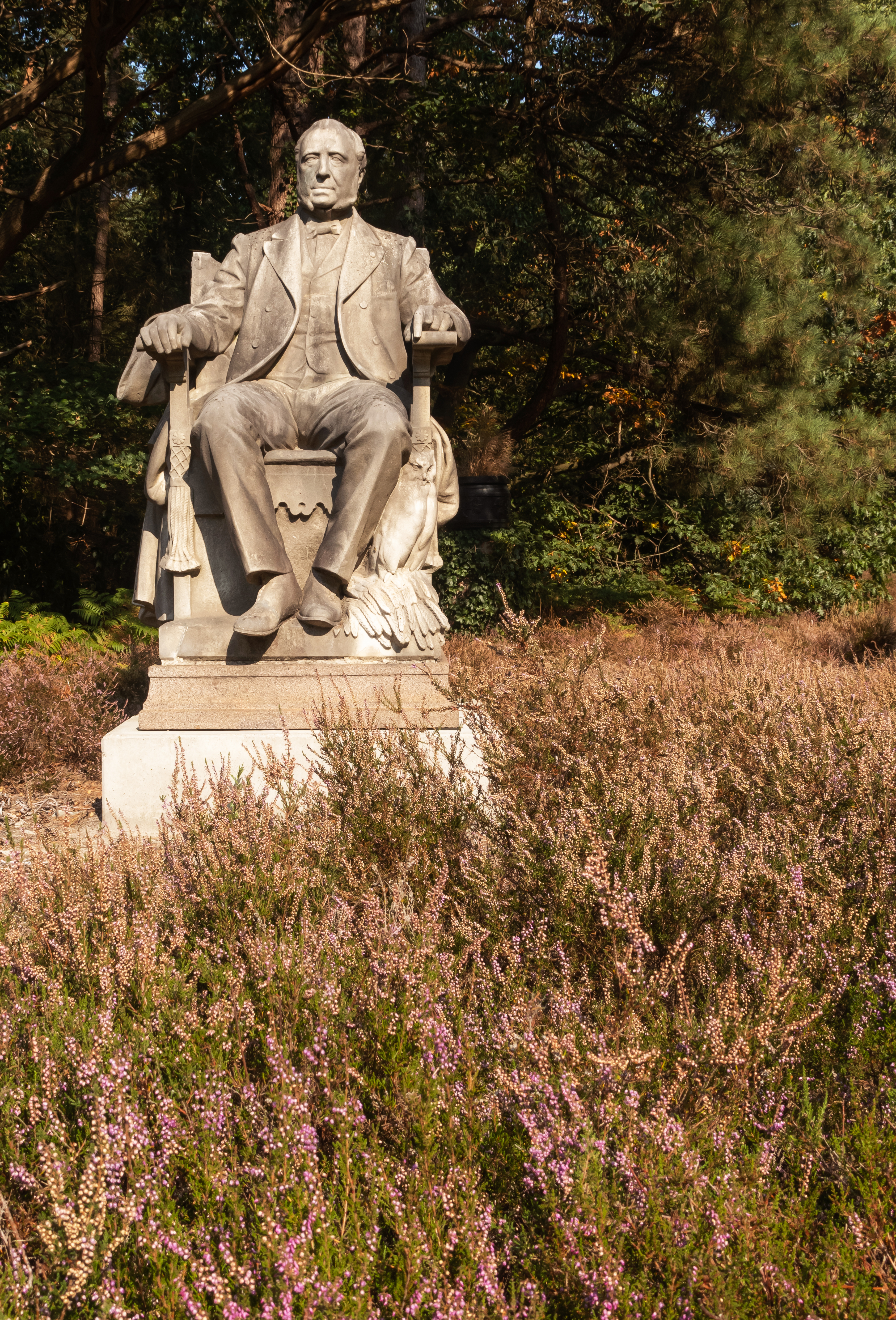
Esbeek, die Statue von Baron Edward Remy im Garten von Huize Rustoord
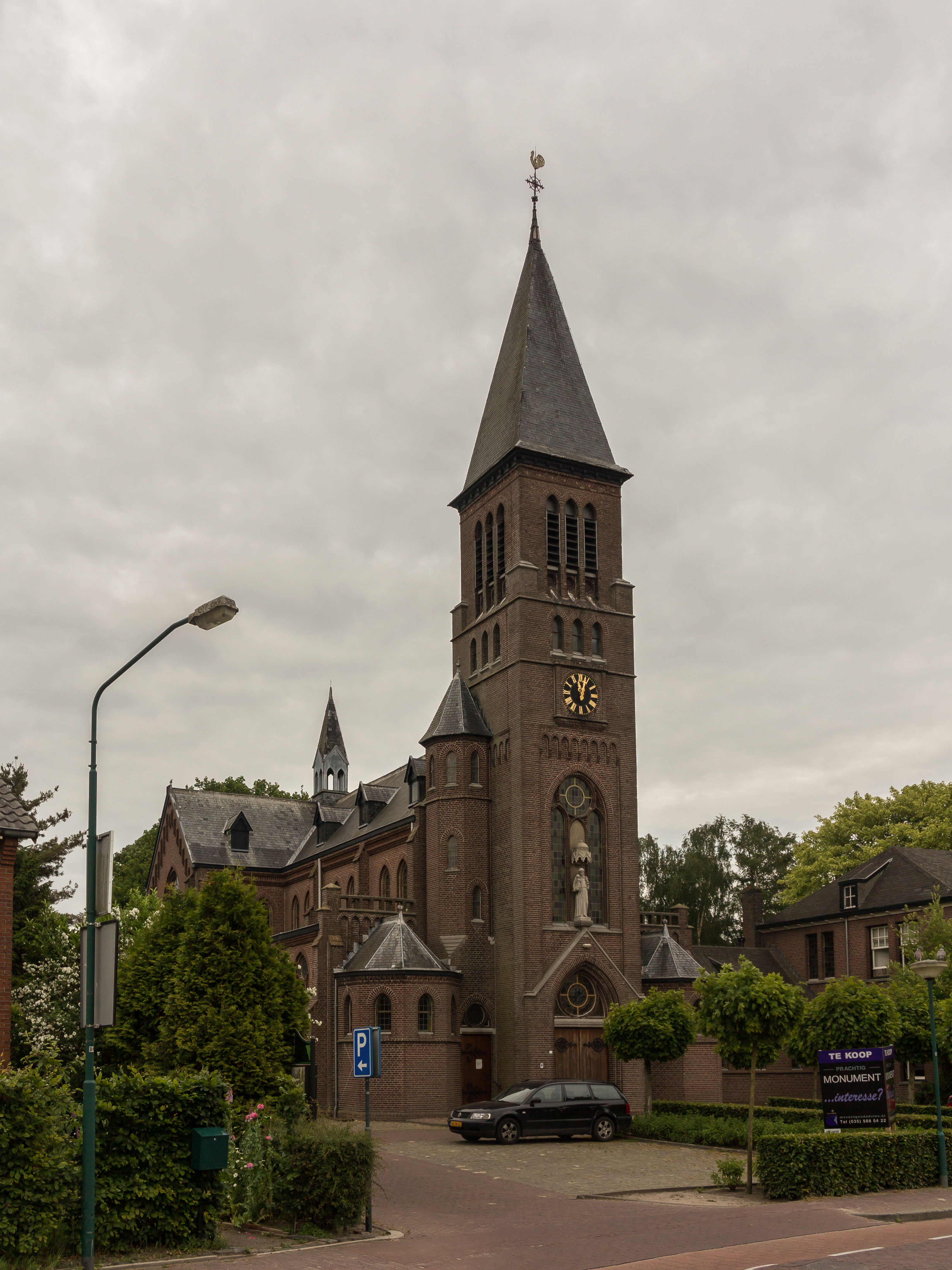
Biest-Houtakker, Kirche: de Sint Antonius van Paduakerk

## Politik
Die Lokalpartei HOI Werkt ging bei der Kommunalwahl am 16. März 2022 mit absoluter Mehrheit als Sieger hervor. In der Legislaturperiode 2018–2022 bestand die Koalition aus der CDA, der Gemeenschapslijst Hilvarenbeek, HOI Werkt und der VVD, womit sie eine Allparteienregierung bilden.

### Gemeinderat
Der Gemeinderat wird seit 1982 folgendermaßen gebildet:
| Partei                              | Sitze | Sitze | Sitze | Sitze | Sitze  | Sitze | Sitze | Sitze | Sitze | Sitze | Sitze | Sitze |
| Partei                              | 1982  | 1986  | 1990  | 1994  | 1996 a | 1999  | 2002  | 2006  | 2010  | 2014  | 2018  | 2022  |
| ----------------------------------- | ----- | ----- | ----- | ----- | ------ | ----- | ----- | ----- | ----- | ----- | ----- | ----- |
| HOI Werkt b                         | –     | –     | –     | –     | –      | –     | –     | –     | –     | 6     | 7     | 9     |
| VVD                                 | 2     | 2     | 1     | 1     | 1      | 1     | 1     | 2     | 2     | 2     | 3     | 5     |
| CDA c                               | 5     | 4     | 5     | 5     | 4      | 3     | 4     | 3     | 2     | 2     | 3     | 3     |
| Gemeenschapslijst                   | –     | –     | –     | –     | –      | 3     | 4     | 5     | 6     | 7     | 4     | –     |
| Helder Open Integer b               | –     | –     | –     | –     | –      | –     | –     | –     | 3     | –     | –     | –     |
| 6 Kernen Belang d                   | –     | –     | –     | –     | –      | –     | 4     | 4     | 2     | –     | –     | –     |
| PvdA b                              | 1     | 2     | 1     | 2     | 1      | 2     | 2     | 3     | 2     | –     | –     | –     |
| Algemene Diessense Belangenpartij d | –     | –     | –     | –     | 3      | 3     | –     | –     | –     | –     | –     | –     |
| INformatie ’74                      | 2     | 2     | 4     | 4     | 2      | 2     | –     | –     | –     | –     | –     | –     |
| Dorpenbelang d e                    | 3     | 3     | 2     | 3     | 2      | 1     | –     | –     | –     | –     | –     | –     |
| Partij Diessen c                    | –     | –     | –     | –     | 2      | –     | –     | –     | –     | –     | –     | –     |
| Gesamt                              | 13    | 13    | 13    | 15    | 15     | 15    | 15    | 17    | 17    | 17    | 17    | 17    |

Anmerkungen

### College van B&W
Die Beigeordnete des Kollegiums wurden für die Legislaturperiode 2018–2022 erstmals durch ein Bewerbungsverfahren ausgesucht. So kommen die derzeitigen Beigeordneten nicht aus der Gemeinde Hilvarenbeek, sondern aus Middelbeers, Uden und Goirle, und werden nicht von einer Ratsfraktion gestellt. Folgende Personen gehören zum Kollegium:
| Funktion           | Name             | Partei | Anmerkung                                 |
| ------------------ | ---------------- | ------ | ----------------------------------------- |
| Bürgermeister      | Evert Weys       | CDA    | seit dem 5. Februar 2020 im Amt           |
| Beigeordnete       | Ted van de Loo   | –      | erster Stellvertreter des Bürgermeisters  |
| Beigeordnete       | Guus van der Put | –      | zweiter Stellvertreter des Bürgermeisters |
| Beigeordnete       | Gerrit Overmans  | –      | dritter Stellvertreter des Bürgermeisters |
| Gemeindesekretärin | Frank Jansen     | –      | seit Mai 2014 im Amt                      |

## Söhne und Töchter (Auswahl)
- Ronald van Raak (* 1969), Historiker und Politiker